# Johann Jakob Hürlimann
Johann Jakob Hürlimann, auch Johann Jakob Hürlimann-Landis (* 30. Oktober 1796 in Richterswil; † 15. Juli 1853 ebenda) war ein Schweizer Industrieller und Politiker.

## Leben
Johann Jakob Hürlimann war der Sohn des Fabrikanten Johannes Hürlimann (* 13. Januar 1767 in Richterswil; † 9. November 1854 ebenda) und dessen Ehefrau Anna Burkhard; sein Bruder war der Politiker Hans Heinrich Hürlimann.
Nach dem Besuch der Bürgerschule in Zürich arbeitete er im väterlichen Betrieb.

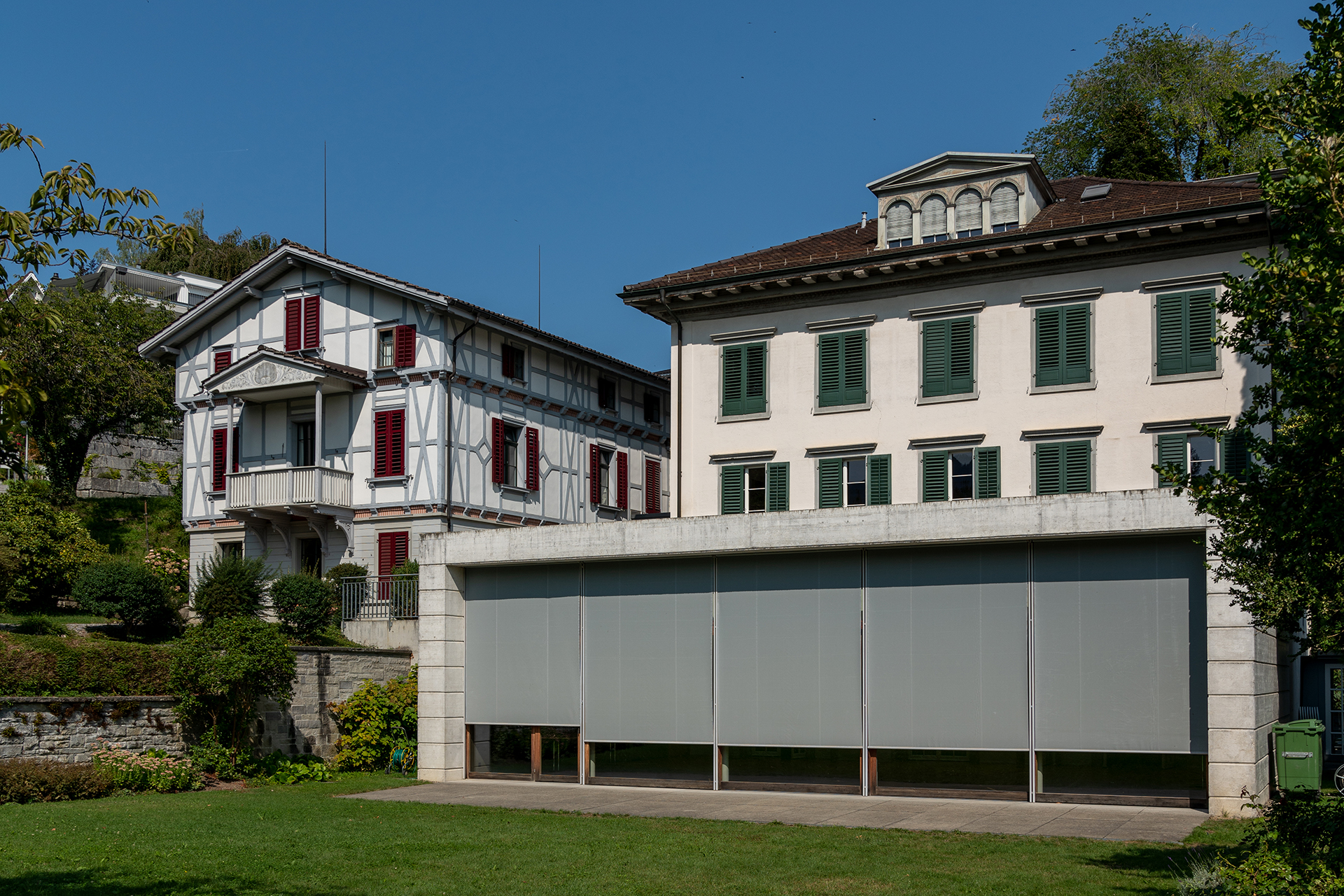
Villa Zum Rosengarten

1831 liess sein Vater für ihn in der Dorfstrasse 75 in Richterswil die Villa Zum Rosengarten erbauen. Heute befindet sich in der Anlage, neben der Villa, das Reformierte Kirchgemeindehaus und Sekretariat.
Von 1832 bis 1838 und von 1839 bis 1846 war er Grossrat. Er gehörte von 1836 bis 1849 der kantonischen Handelskammer und von 1839 bis 1841 dem Kirchenrat an.
Johann Jakob Hürlimann war mit Anna Barbara (* 1796), Tochter des Arztes und Grossrats Johann Caspar Landis (1766–1841), verheiratet. Ihre Tochter Rosine Hürlimann (* 28. Januar 1818; † 2. September 1895 in Zürich) war mit dem Theologen Alexander Schweizer verheiratet.

### Politisches Wirken
Johann Jakob Hürlimann war Präsident des kantonischen Glaubenskomitees gegen die Berufung von David Friedrich Strauss, als dieser 1839 Professor der Theologie an der Universität Zürich werden sollte (siehe auch Straussenhandel). Nach der Rückgängigmachung der Berufung von David Friedrich Strauss, trat das Komitee als eine Art Gegenregierung auf und bereitete organisatorisch einen Umsturz vor (siehe auch Züriputsch). 
Am 2. September 1839 war er der Hauptredner bei einer Volksversammlung in Kloten, das die Anliegen der Opposition unterstützte. Am 5. September 1839 rückten zweitausend Bewaffnete vom Landvolk in Zürich ein, um eine Petition mit ihren Forderungen an den Regierungsrat zu übergeben.
Als es am 6. September 1839 zu einer Schiesserei zwischen dem aufgebrachten Landvolk und Infanteristen kam, bei welcher es vierzehn Tote gab, löste sich der Regierungsrat auf. Darauf übernahm der Zürcher Stadtpräsident und Oberst Paul Carl Eduard Ziegler die Initiative und bildete eine neue, konservative Regierung in Form eines provisorischen Staatsrates. Dieser bestand aus vier Mitgliedern der gestürzten Regierung und drei neuen Mitgliedern aus dem Kreis der Opposition. Hans Jakob Hürlimann, der Führer der Opposition, bildete gemeinsam mit Heinrich Escher, Hans Conrad von Muralt (1779–1869), Johann Jakob Hess, Melchior Friedrich Sulzer (1791–1853), Eduard Sulzer (1789–1857) und Ludwig Meyer von Knonau die provisorische Regierung; er gehörte ihr jedoch nur bis zu zur Neuwahl der Regierung an.

## Trivia
Meta Heusser-Schweizer, die Mutter von Johanna Spyri, verfasste über Johann Jakob Hürlimann ein Gedicht und überbrachte ihm dieses.

## Schriften (Auswahl)
- Anrede an die am 2. September 1839 in der Kirche zu Kloten versammelten Bezirks-Comités der vereinigt petitionierenden Gemeinden des Kantons Zürich. Zürich 1839.
- Der engere Ausschuß des Central-Comité an die gemeinschaftlich petitionirenden Kirchgemeinden des Kantons Zürich. Zürich 1839.
- Johann Jakob Hürlimann-Landis; Hans Konrad Rahn: An die Gemeindskomites der Kirchgemeinden und die Vorsteher der kirchlichen Vereine im Kanton Zürich. Zürich 1839.
- Sendschreiben an das Zürcherische Volk zur aargauischen Klostersache: Richterschweil, den 16. September 1841. Zürich: David Bürkli, 1841.